# Eva María Gadea Solera
Eva María Gadea Solera (Catarroja, 8 de setembre de 1971) és una atleta valenciana, especialista en salt de llargada. És llicenciada en Ciències de l'Activitat Física i l'Esport, i actualment fa de professora de ESO i Batxillerat i imparteix la matèria d'educació física. En 2019 es va presentar en les candidatures per a les eleccions municipals de 2019 a València pel partit Ciutadans - Partit de la Ciutadania.
Va portar la torxa olímpica quan aquesta va passar per València en 1992, en el context dels Jocs Olímpics d'Estiu de 1992 de Barcelona. Va ser nomenada la millor atleta màster femenina del 2018 per la Federació d'Atletisme de la Comunitat Valenciana en 2018. En 2019, Eva Gadea va guanyar la medalla de plata en salt de longitud màster en el torneig disputat entre el 5 i el 15 de setembre a la ciutat italiana de Jesolo, Venècia, amb un registre de 5.01 metres.